# Кіллене (супутник)
Кіллене (грец. Κυλλήνη, англ. Cyllene)- нерегулярний супутник Юпітера, відомий також під назвою Юпітер XLVIII.

## Відкриття
Відкритий 2003 року Скотом С. Шепардом (англ. Scott S. Shepard) і командою астрономів з Гавайського університету, і названий S/2003 J13.
2005 року отримав офіційну назву за ім'ям персонажа давньогрецької міфології, Кіллене, дочки Зевса, наяди або ореади гори Кіллене (англ. Mount Kyllini), в Греції.

## Орбіта
Супутник здійснює повний обліт навколо Юпітера на відстані приблизно 23 396 Мм. Сидеричний період обертання — 731,1 земної доби. Орбіта має ексцентриситет ~0,319.
Супутник належить до Групи Пасіфе нерегулярних супутників, що обертаються на відстанях від 22,8 до 24,1 Гм від Юпітера, з нахилами орбіт приблизно від 144,5° до 158,3° і ексцентриситетами від 0,25 до 0,43.

## Фізичні характеристики
Супутник має діаметр приблизно 2 кілометри, альбедо 0,04. Оціночна густина 2,6 г/см³.